# Ana Rosa Ochoa
Ana Rosa Ochoa Vélez (San Salvador, El Salvador, 1887-1974) fue una escritora, periodista y reformadora social salvadoreña. Una de las primeras mujeres intelectuales salvadoreñas en denunciar las injusticias sociales, que junto a otras mujeres como Prudencia Ayala, cuestionaron la desigualdad política y económica de las mujeres en el siglo XX.

## Biografía
Ana Rosa Ochoa fue hija de doña Clara Vélez de Ochoa y el doctor Luis Felipe Ochoa.
Fue cofundadora y editora del periódico Tribuna femenina (4 de febrero de 1945), fue fundadora de la Asociación de Mujeres Democráticas de El Salvador, con la publicación ''Tribuna Feminista''  asimismo fue directora y fundadora del periódico El Heraldo Femenino (14 de julio de 1950); que fue herramienta de divulgación para establecer los derechos de la mujer al sufragio.
Además, en 1947 las mujeres agrupadas en la Asociación de Mujeres Democráticas de El Salvador formaron e impulsaron la Liga Femenina finalmente fundada en 1948 que lucho y logro que la Constitución de 1950 quedara establecido el derecho de las mujeres ha votar y optar a cargos públicos.
Fundo La Fraternidad de Mujeres Salvadoreñas (1956) organización pionera en la lucha por los derechos femeninos.  
Fue administradora de la Librería Claridad.